# Diecezja Środkowego Kottayam
Diecezja Środkowego Kottayam – diecezja Malankarskiego Kościoła Ortodoksyjnego z siedzibą w Kottayam w stanie Kerala w Indiach.
Została erygowana 21 kwietnia 1982 poprzez wydzielenie części terenu z diecezji Kottayam. Jej zwierzchnikiem jest każdorazowo Katolikos Wschodu.